# Шурко Ізидор Степанович

в польській армії …

Ізидор Степанович Шурко (6 травня 1907, Глиняни, тепер Львівський район, Львівська область — 23 червня 1984) — депутат Народних Зборів Західної України.

## Біографія
За РП служив у польській армії, потім працював робітником на килимовій фабриці Михайла Хамули в Глинянах.

У вересні 1939 року після радянської окупації став членом місцевого ревкому КПУ(б). Потім обраний депутатом т.з.Народних Зборів Західної України, був у складі Повноважної комісії, яка доповідала про прохання  т.з. народних зборів Зах.України про приєднання до СРСР на сесіях Верховних Рад УРСР і СРСР у Києві та Москві.

В радянський час був техноруком (головним інженером) націоналізованої більшовиками фабрики. 

Через конфлікт з керівництвом демонстративно вийшов з комуністичної партії. 

До пенсії працював робітником в МТС.